# Fairbury
|  | Per a altres significats, vegeu «Fairbury (Nebraska)». |

Fairbury és una població dels Estats Units a l'estat d'Illinois. Segons el cens del 2000 tenia 3.968 habitants.

## Demografia
Segons el cens del 2000, Fairbury tenia 3.968 habitants, 1.544 habitatges, i 1.053 famílies. La densitat de població era de 1.178,5 habitants/km².
Dels 1.544 habitatges en un 34,3% hi vivien nens de menys de 18 anys, en un 56,5% hi vivien parelles casades, en un 8,4% dones solteres, i en un 31,8% no eren unitats familiars. En el 28,2% dels habitatges hi vivien persones soles el 15,2% de les quals corresponia a persones de 65 anys o més que vivien soles. El nombre mitjà de persones vivint en cada habitatge era de 2,48 i el nombre mitjà de persones que vivien en cada família era de 3,05.
Per edats la població es repartia de la següent manera: un 27% tenia menys de 18 anys, un 7,5% entre 18 i 24, un 25,5% entre 25 i 44, un 19% de 45 a 60 i un 21% 65 anys o més.
L'edat mediana era de 39 anys. Per cada 100 dones de 18 o més anys hi havia 85,2 homes.
La renda mediana per habitatge era de 41.298 $ i la renda mediana per família de 51.117 $. Els homes tenien una renda mediana de 33.507 $ mentre que les dones 24.188 $. La renda per capita de la població era de 19.145 $. Aproximadament el 3,3% de les famílies i el 4,9% de la població estaven per davall del llindar de pobresa.

## Poblacions properes
El següent diagrama mostra les poblacions més properes.